# Microtech Gefell
Die Microtech Gefell GmbH (MTG) ist ein Hersteller von Kondensatormikrofonen aus Gefell in Thüringen. Alleinige Gesellschafterin des Unternehmens ist die Kommanditgesellschaft Georg Neumann KG, gegründet im Jahre 1928 von Georg Neumann und Erich Rickmann.
(nicht zu verwechseln mit der Georg Neumann GmbH – der Zweitgründung Georg Neumanns 1947 in Berlin)

## Geschichte

### Gründung bis Kriegsende
Der 1898 geborene Georg Neumann lernte bei der Berliner Firma „Mix & Genest“ sowie im AEG-Kabelwerk Oberspree unter der Leitung von Eugen Reisz seine elektrotechnischen Grundlagen. Als Reisz eine eigene Firma gründete, war Georg Neumann einer seiner ersten Mitarbeiter. 1923 setzt der frisch gegründete Deutsche Rundfunksender in Berlin das sogenannte „Reisz-Mikrofon“, ein Kohlemikrofon ein. Georg Neumann hatte dieses Mikrofon wesentlich mitentwickelt und gründete 1928 mit Erich Rickmann die Kommanditgesellschaft Georg Neumann & Co. Ziel war es, Mikrofone nach dem kapazitiven Wandlerprinzip herzustellen, was mit dem zur Serienreife gelangten Kondensatormikrofon Neumann CMV3 (Neumann-Flasche) gelang. Zudem entwickelte die Firma moderne Apparaturen für erheblich verbesserte Schallplattenaufnahmen. Ab 1933 entstanden in England, Frankreich, Amerika und Indien eigene Vertretungen.
In der Hochphase des Zweiten Weltkrieges 1943 wurde die Produktion in der Michaelkirchstraße in Berlin durch Brand- und Bombenschäden stark eingeschränkt. Als kriegswichtiges Unternehmen wurden der gesamte Betrieb und der Firmensitz in das 1500-Einwohner-Dorf Gefell im Vogtland in der Provinz Sachsen verlegt. Die Familien von Georg Neumann und Erich Kühnast sowie fast alle Angestellten siedelten nach Gefell um und bauten die Firma in den Räumen eines früheren Textilbetriebes wieder auf. Dort wurde zunächst weiter die „Neumann-Flasche“ CMV 3 produziert.

### Nach dem Kriegsende
werden Teile des ursprünglich amerikanisch besetzten Thüringen im Austausch für einen Teil Berlins an die russische Militärregierung übergeben. Damit änderte sich die Situation für die Produktion in Gefell völlig. 1947 entsteht als Berliner Zweitgründung von Georg Neumann die Georg Neumann GmbH. Georg Neumann zieht 1947 nach Heilbronn. Dort baut er in einer neuen Produktionsstätte Nickel-Cadmium-Akkumulatoren nach eigenen Patenten.
Erich Kühnast blieb als Geschäftsführer mit den übrigen Mitarbeitern in Gefell in der SBZ. 1949 entwarf Kühnast das Neumann-Markenlogo: auf der in der Mitte stilisierten Mikrofon-Flasche findet sich der Name „Neumann“. 1972 wurde die Verwendung dieser Marke von den DDR-Behörden verboten. Ab 1950 baute Neumann neben Studiomikrofonen vor allem Messmikrofone.
1958 wurde der Firma eine staatliche Mitinhaberschaft aufgezwungen. Die Georg Neumann & Co. wurde zu einem Betrieb mit staatlicher Beteiligung (BSB). Mit dem Wiederaufbau der Rundfunkanstalten in Berlin in den 50er Jahren wurden in Gefell die Produktion der bekannten Mikrofontypen fortgesetzt und weitere entwickelt. Neumann Gefell produzierte das UM-57 mit der M7-Kapsel – ein Mikrofon, das im Klang vergleichbar mit dem legendären Neumann U47 war. Nach dem Tod von Erich Kühnast übernahm Christian Drechsler die Geschäftsführung.
1972 wurde die Kommanditgesellschaft Georg Neumann & Co. in Gefell enteignet und in VEB Mikrofontechnik Gefell umbenannt.

### Microtech Gefell
Nach dem Fall der Mauer nahmen die beiden von Neumann gegründeten Unternehmen in Ost und West Verbindung auf ( Die Treuhandanstalt verwaltete den Betrieb in Gefell) und vereinbarten, dass die Berliner Firma die gefeller Produkte zeitweise weltweit mit vertrieb. Mit der DM-Einführung brach der Export von Gefell-Mikrofonen naturgemäß ein. 1993 erhält die Kommanditgesellschaft Georg Neumann & Co. – jetzt Georg Neumann KG – ihr Unternehmen, die Microtech Gefell GmbH zurück. Der Aufbau des eigenen weltweiten Vertriebsnetzes war notwendig. MTG verwendet zur Erinnerung an den Gründer den Zusatz „founded 1928 by Georg Neumann“. Geschäftsführer waren nach der Wende bis 1999 Karl-Heinz Langheinrich, bis 2009 Jochem Kühnast und Christian Drechsler gemeinsam und seitdem Michael Domke.

## Produkte

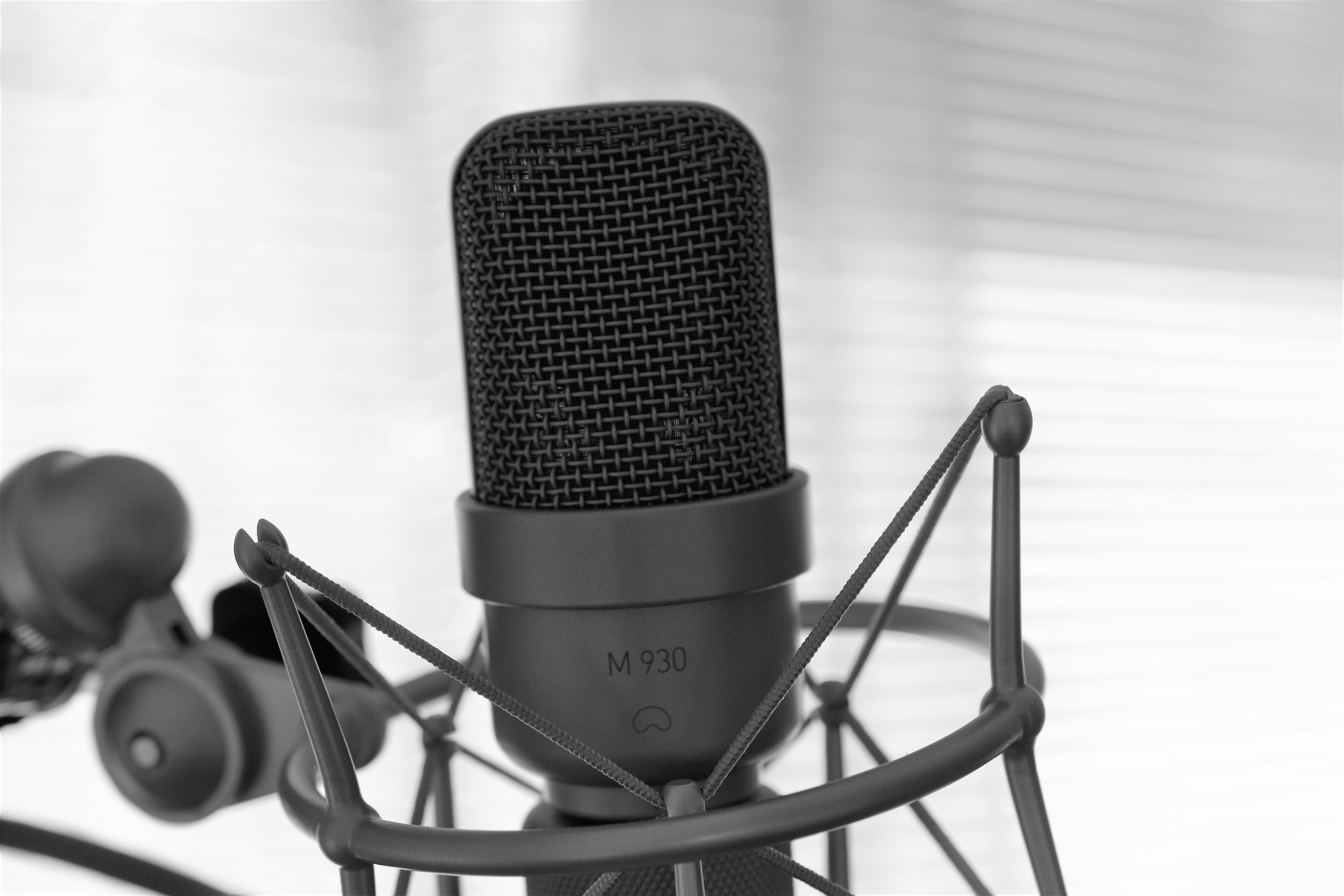
M 930 (transformatorlos)

MTG baut nach wie vor Großmembran-Kondensatormikrofone in der Tradition des Neumann U47 und U87. Daneben hat sich MTG auf die Entwicklung und Produktion von Messtechnik und Messmikrofonen konzentriert. Die M7-Kapsel des U47 wird nach wie vor von Hand in Gefell gefertigt.
Für ORTF-Aufnahmen wurde das Microtech Gefell M930 Ts entwickelt. Es ist eines der kleinsten je gefertigten Großmembranmikrofone. Bei anderen Entwicklungen griff die Firma ihre Tradition auf und baute mit dem CMV563 das gleichnamige Mikrofon aus den 1940er Jahren originalgetreu wieder nach. Der Röhrenverstärker ist mit einer EF86-Pentodenröhre ausgestattet, die als Triode verschaltet ist.

## Einsatz

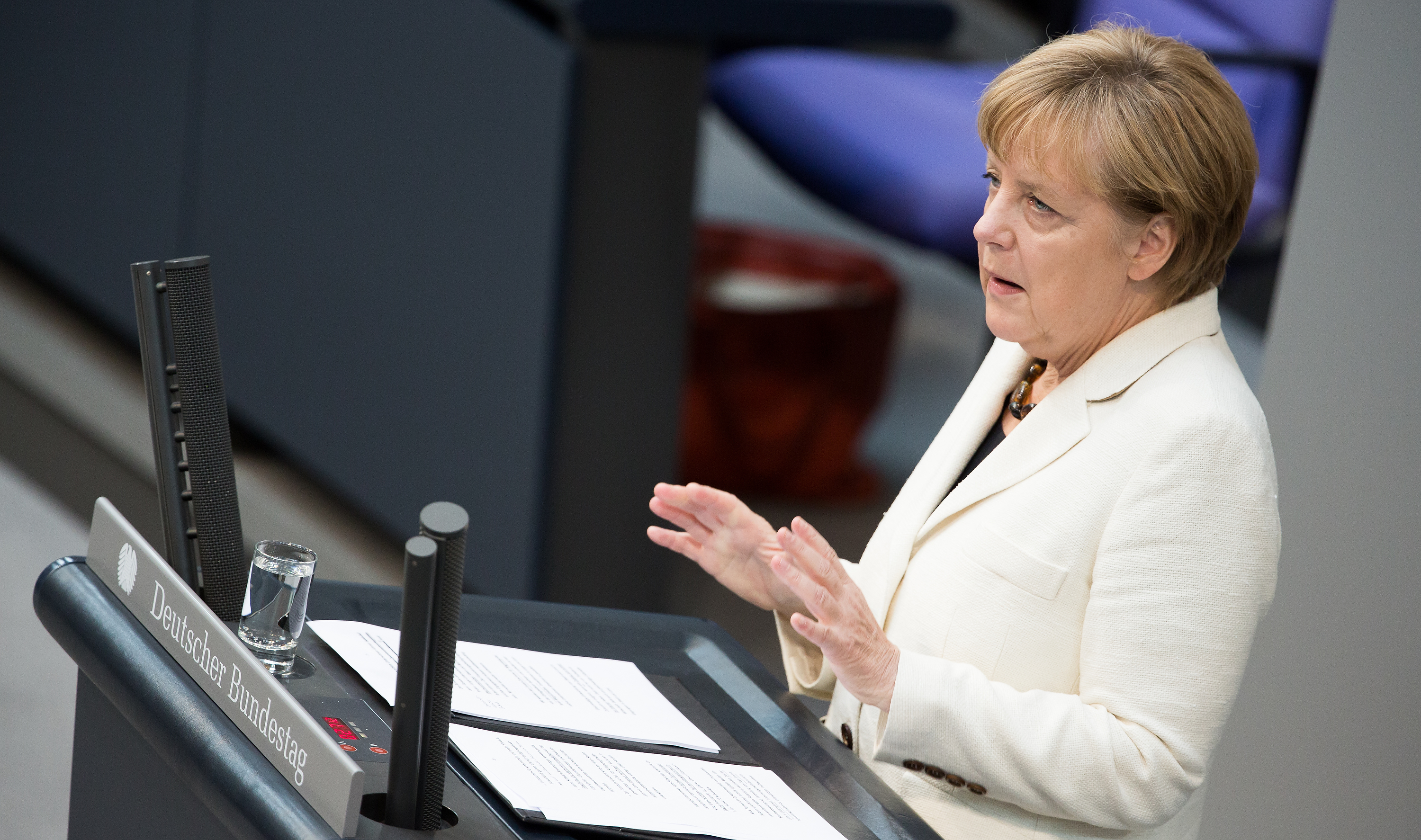
MG Kardioid-Ebenen-Mikrofon KEM 970 im Deutschen Bundestag

MG-Mikrofone werden weltweit eingesetzt. Das Kardioid-Ebenen-Mikrofon KEM 970 wird im Deutschen Bundestag verwendet. Es hat eine weitgehend frequenzunabhängige Richtcharakteristik, in der Horizontalebene weist es die Eigenschaft einer Nierencharakteristik und in der Vertikalebene eine Hypernierencharakteristik mit einem Öffnungswinkel von etwa 30° auf.
Für die Aufnahme der Klaviere und Flügel beim 2015 stattfindenden Internationalen Chopin-Wettbewerb in Warschau verwendete der Veranstalter das MG M950.

## Publikationen
- Ulrich Apel: Mikrofone aus Gefell. Theorie und Anwendung. Microtech, Gefell 2008, ISBN 978-3-00-024643-2.